# El cuarto de Tula
El cuarto de Tula (La stanza di Tula) è un  componimento di Luis Marquetti, il brano viene cantato insieme da Ibrahim Ferrer, Manuel Puntillita Licea ed Eliades Ochoa, le parole della canzone è ricca di allusioni sessuali tipiche della tradizione di Santiago di Cuba.

## Il testo
"El Cuarto de Tula" dei Buena Vista Social Club è una canzone folkloristica cubana che parla di un incendio nella residenza della protagonista, di nome Tula. Infatti la casa di Tula aveva preso fuoco nella notte perché lei aveva lasciato una candela accesa nella sua stanza. La canzone descrive i vicini di casa mentre accorrono sul posto e cercano di spegnere l'incendio. 

## Formazione
- Rubén González – pianoforte
- Ibrahim Ferrer – voce
- Eliades Ochoa – voce
- Manuel Puntillita Licea – voce
- Juan de Marcos González – voce, bongo
- Orlando Cachaíto López – bongo
- Manuel Guajiro Mirabal – tromba
- Alberto "Virgilio" Valdés – maracas
- Ibrahim Ferrer – voce, conga
- Luis Barzaga – voce